# نقطة سرجية

نقطة سرجية (باللون الأحمر) على الرسم البياني لـ z = x ^{2} −y ^{2} (القطع المكافئ الزائدي)

في الرياضيات ، نقطة السرج أو النقطة السرجية أو نقطة الحد الأدنى هي نقطة على سطح الرسم البياني لدالة حيث يكون الميل (المشتقات) في اتجاهات متعامدة كلها صفر (نقطة حرجة)، ولكنها ليست نقطة قيمة حدية محلية للدالة. مثال على النقطة السرجية عندما تكون هناك نقطة حرجة ذات حد أدنى نسبي على طول اتجاه محوري واحد (بين القمم) وبحد أقصى نسبي على طول محور العبور. ومع ذلك، لا يلزم أن تكون نقطة السرج في هذا الشكل. على سبيل المثال، الوظيفة {\displaystyle f(x,y)=x^{2}+y^{3}} لديه نقطة حرجة في {\displaystyle (0,0)} هذه هي النقطة السرجية لأنها ليست الحد الأقصى النسبي أو الحد الأدنى النسبي ، ولكن ليس لديها الحد الأقصى النسبي أو الحد الأدنى النسبي في اتجاه-{\displaystyle y}.
يشتق الاسم من حقيقة أن النموذج النموذجي في بعدين هو سطح ينحني لأعلى في اتجاه واحد، وينحني في اتجاه مختلف، يشبه سرج ركوب أو ممر جبلي بين قمتين يشكلان سرج أرضي. من حيث الخطوط الكنتورية، تؤدي نقطة السرج في بعدين إلى رسم كفاف أو أثر يظهر فيه الكفاف المقابل لقيمة نقطة السرج يتقاطع مع نفسه.
يمكن القول انها النقطة التي ينعدم عندها المشتق الأول للدالة ( التابع ) دون تغيير في إشارته .

## ملاحظة
النقطة السرجية هي حالة خاصة من نقطة الانقلاب , يمكن إيجادها دون الحاجة لإيجاد المشتقة الثانية